# Битва біля Арраса (1917)
Би́тва біля Арра́са (1917) або Дру́га би́тва бі́ля Арра́са (9 квітня — 16 травня 1917) — наступальна операція військ Британської імперії проти німецької армії поблизу французького міста Аррас під час Першої світової війни.

## Зміст
Друга битва біля Арраса стала найголовнішим наступом об'єднаних британських військ у світовій війні. В період з 9 квітня по 16 травня 1917 року, армії практично усіх британських колоній та метрополії (британських, канадських, австралійських, новозеландських, південно-африканських та ньюфаундленських військ) намагалися прорвати глибокоешелоновану оборону супротивника. Місто та час проведення масштабної наступальної операції диктувалися спільним планом з французами, які, у свою чергу, планували одночасний великий наступ під проводом французького генерала Р.Нівеля на височину Шемен-де-Дам, на північний захід від Реймса.

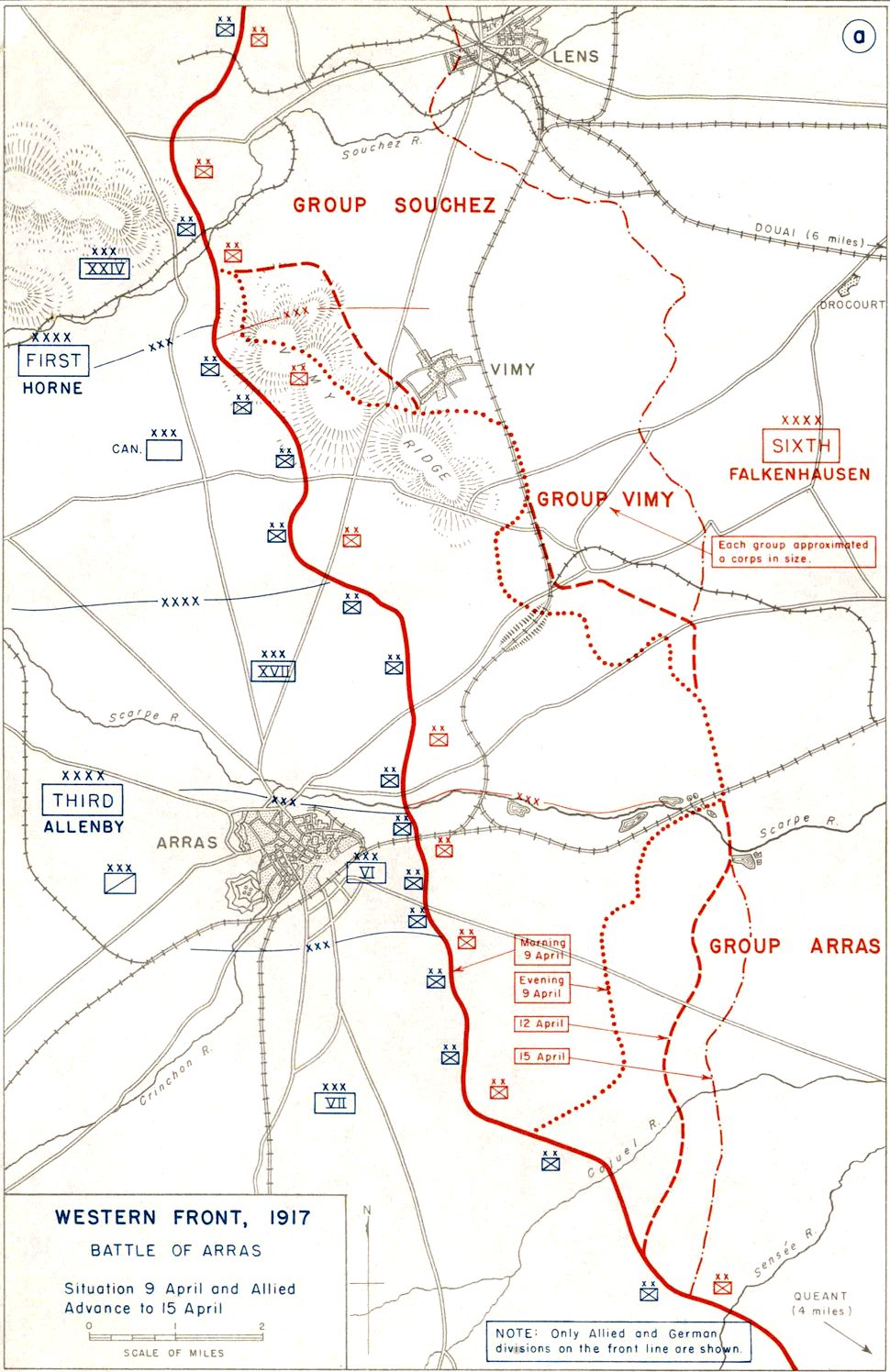
Карта боїв біля Арраса

Замисел наступу в районі поблизу Арраса не був результатом вибору британського Головнокомандувача, фельдмаршала Гейґа, який хотів головні зусилля своїх армій спрямувати на північ, навколо виступу біля бельгійського міста Іпр. Він вважав за доцільне розвинути наступ в цьому напрямку, щоб очистити бельгійське узбережжі, з її важливішою для підводного флоту німців інфраструктурою, і захопити стратегічний залізничний вузол у місті Руселаре, чия втрата німцями серйозно б підірвала їх військові зусилля на цій ділянці Західного фронту. Тим не менш, план Хейга був відхилений Джорджем Ллойдом, прем'єр-міністром Великої Британії, який вважав, що британський експедиційний корпус Хейга мав знаходитися під безпосереднім контролем Нівеля і підкорятися загальному плану Союзників на кампанію.
Початок британського наступу ознаменувався значним успіхом, оборона німецьких військ була прорвана і британці продовжили просування вперед на порівняно широкому фронті між Вімі на північному заході і Бюллекур на південному сході. Після значного бомбардування, канадські війська, що наступали на північному фланзі спромоглися захопити стратегічно важливий хребет Вімі й англійські дивізії в центрі також змогли домогтися значних зрушень по обидві сторони річки Скарпе. На півдні, британські та австралійські війська наштовхнулися на серйозний опір німців та гнучку систему їх оборони і змогли досягти тільки незначного успіху в наступі. Після початкового успіху, британські війська зав'язли в серії дрібних сутичок по утриманню знову завойованих позицій, і хоча ці бої були в цілому успішними в досягненні проміжних цілей, вони були здобуті ціною порівняно численних жертв.
16 травня битва офіційно закінчився, війська Британської імперії домоглися значних успіхів, але задум прориву вони так і не здійснили.